# Lễ cưới (người M'Nông)
Lễ cưới M'Nông là một nghi lễ của dân tộc M'Nông Preh ở Việt Nam. Một hình thức sinh hoạt văn hóa dân gian mang đậm bản sắc riêng biệt của người M’nông.

## Lễ ngỏ lời
Khi chàng trai tìm được cô gái vừa ý, chàng tặng cô gái một cái lược, một chuỗi hạt hoặc một vòng đeo tay để làm tin. Sau đó, chàng trai về thông báo với bố mẹ và xin ý kiến. Nếu đồng ý, bố mẹ chàng trai sẽ nhờ ông mối mang lễ vật đến nhà gái. Lễ vật gồm:
- Một con gà
- Một con dao
- Ống măng chua

Khi nhà gái bằng lòng, ông mối sẽ thay mặt nhà trai bàn bạc với nhà gái về Lễ dạm hỏi.

## Lễ dạm hỏi
Đến ngày đã định, nhà trai cử một người già có uy tín cùng một số trai tráng khỏe mạnh mang lễ vật đến nhà gái. Tùy từng nơi, từng gia đình mà sính lễ khác nhau. Lễ chính gồm:
- Một con trâu hoặc lợn
- Một gùi măng chua
- Da trâu mối
- Một ché rượu cần nhỏ

Nhà gái cử một vị cao tuổi nhận lễ vật rồi bày lên chiếc chiếu hoa ở giữa nhà để cúng Giàng xin làm Lễ dạm hỏi. Xong xuôi hai bên nhà trai, nhà gái mới tiến hành bàn bạc, chọn ngày lành tháng tốt để tổ chức đám cưới.

## Lễ cưới
Lễ cưới sẽ được tổ chức ba ngày liền ở nhà gái. Hôn lễ được mở đầu bằng việc nhà gái đem biếu nhà trai mỗi người một bát gạo đầy, tượng trưng ý nguyện cầu mong cuộc sống họ luôn luôn no đủ. Mỗi bát gạo tương đương một ché rượu mà nhà trai tặng nhà gái. Ông mối sẽ đóng luôn vai trò người làm chủ hôn. Ông dẫn đôi uyên ương đến bên cột nhà chính. Hai người làm chứng đại diện cho hai họ cầm chiếc khăn buộc vào cột nhà. Chủ lễ cầm tay đôi vợ chồng trẻ nắm vào chiếc khăn, ý nói tình cảm hai người đã được buộc chặt, luôn gắn bó bên nhau. Sau đó chủ lễ dặn dò chú rễ, cô dâu về đạo vợ chồng và trách nhiệm của mỗi người đối với cha mẹ, gia đình họ hàng.
Tiếp sau đó là người làm chứng, họ xúc cho hai vợ chồng mỗi người ba muỗng cơm và cũng được đôi vợ chồng phúc đáp lại.
Sau nghi thức này, ông mối đưa cần rượu để hai vợ chồng trẻ uống đầu tiên mở màn cho lễ uống rượu mừng ngày cưới. Những ché rượu được cột sẵn ở Cột buộc ché rượu theo hàng dọc giữa nhà. Mọi người cùng uống rượu, ca hát, nhảy múa theo nhịp cồng chiêng rộn rã suốt ngày đêm. Những người đến dự đám cưới mang theo rượu, thuốc lá, gạo nếp.. góp vào ngày vui của gia chủ.

## Sau lễ cưới
Còn có lễ rước rể vào ngày hôm sau. Cưới xong đôi vợ chồng trẻ phải ở trong nhà bảy ngày, không được ra khỏi nhà tránh gặp mặt người lạ. Hết thời gian kiêng cử, họ trở về nhà trai bảy ngày, sau đó về bên nhà gái ở trọn đời.